# Виг, Михай
Михай Виг (венг. Víg Mihály; род. 21 сентября 1957, Будапешт) — венгерский композитор, актёр, сотрудничающий с режиссёром Белой Тарром.

## Биография
Родился в семье музыкантов, его отец, Рудольф Виг, изучал этно-музыку и научил Михая игре на виолончели и фортепиано. В 16 лет Михай уходит из дома, некоторое время учится в училище на скульптора, поступает в Академию театра и кино на режиссёрский факультет. С 1979 по 1983 год работает на киностудии «Паннония». В том же 1979 году основывает в числе прочих рок-группу «Balaton», с которой выступает до сих пор (гитара, фортепиано, вокал). Во времена коммунистической Венгрии группа играла в основном подпольно, но начиная с 90-х, музыканты получили возможность играть официально и записывать альбомы. С 1982 по 1985 параллельно играл в группе «Trabant». 
Начиная с 1983 года, начинает сотрудничать с венгерскими кинорежиссёрами, записывая музыку к их фильмам. В 1984 году в андерграундном киноклубе знакомится с Белой Тарром, и с этого момента начинается их плодотворное сотрудничество. «Осенний альманах» становится первым фильмом Тарра, для которого Виг пишет музыку; с тех пор Виг писал музыку для всех полнометражных фильмов Тарра. Сам Бела Тарр считает Вига своим соавтором вместе с автором сценариев Ласло Краснахоркаи. В его фильме «Сатанинское танго» 1994 года Михай Виг играет главную роль, харизматичного крестьянина Иримиаша; фильм получил крайне положительные отзывы критиков и неоднократно включался в списки лучших фильмов Британским институтом кино. В 2011 году Виг пишет музыку к фильму «Туринская лошадь», который получает Гран-при Берлинского кинофестиваля, а за музыку к нему Михай Виг номинируется на премию Европейской киноакадемии.
Помимо работы с Тарром, Виг сотрудничал с многими другими венгерскими и европейскими режиссёрами. Среди них — Андраш Сиртеш Янош Ксантуш, Ильдико Сабо и другие.
В 1986 году некоторое время был прихожанином венгерской Церкви веры, но вскоре вышел из неё. С тех пор Виг известен как последовательный критик организации и лично её лидера, Шандора Немета.  
Был женат, в браке родились пятеро детей.
В 2022 году о его жизни и творчестве был снят биографический фильм под названием «Там была башня» (венг. Ott torony volt, режиссер Андраш Кеча).

## Фильмография
| Год  | Фильм                                                | Режиссёр            | Автор музыки | Актёр |
| ---- | ---------------------------------------------------- | ------------------- | ------------ | ----- |
| 1983 | Эскимоска зябнет (Eszkimó Asszony Fázik)             | Xantus János        | Да           |       |
| 1983 | Бывший кодекс (Ex-kódex)                             | Péter Sziámi Müller | Да           | Да    |
| 1984 | Осенний альманах (Őszi almanach)                     | Бела Тарр           | Да           |       |
| 1988 | Проклятие (Kárhozat)                                 | Бела Тарр           | Да           |       |
| 1988 | Тропик рока (Rocktérítő)                             | Xantus János        | Да           |       |
| 1994 | Сатанинское танго                                    | Бела Тарр           | Да           | Да    |
| 2000 | Гармонии Веркмейстера (Werckmeister harmóniák)       | Бела Тарр           | Да           |       |
| 2007 | Человек из Лондона (A londoni férfi)                 | Бела Тарр           | Да           |       |
| 2008 | Своя смерть (Saját halál)                            | Péter Forgács       | Да           |       |
| 2008 | Дочь (Die Tochter)                                   | Бернхард Каммель    | Да           |       |
| 2011 | Туринская лошадь                                     | Бела Тарр           | Да           |       |
| 2011 | Daymark                                              | Gábor Harmi         | Да           |       |
| 2011 | NémetEgység @ Balatonnál – Mézföld                   | Forgács Péter       | Да           |       |
| 2013 | Долгий путь домой (A hosszú út hazafelé)             | Alphan Eseli        | Да           |       |
| 2018 | Генезис (Genezis)                                    | Árpád Bogdán        | Да           |       |
| 2021 | Лес, я вижу тебя везде (Rengeteg – Mindenhol látlak) | Benedek Fliegauf    |              | Да    |
| 2021 | Сломить Франка (Eltörölni Frankot)                   | Gábor Fabricius     |              | Да    |

## Дискография
В составе группы «Balaton»:
- 1991 — «1985.04.27»
- 1994 — «II.»
- 1996 — A Fény Közepe A Sötétség Kapujában (In Memoriam M.)
- 2019 — Lassan Már... Hiába... Stb.
- 2021 — Ady
- 1996 — Lent A Klubban - Alive In Hunnia

Сольно:
- 1998 — Cigánydalok
- 2001 — Filmzenék Tarr Béla Filmjeihez
- 2002 — Egy Elfeledett Műfaj Avagy Nincs Új A Nap Alatt
- 2013 — A Fallible Girl
- 2021 — Music From The Film Sátántangó
- 2022 — Koncert a Lumenben
- 2023 — Koncert A Kis Lumenben 2017
- 2023 — Cseh-Víg Album

## Награды
- 2003 — Рыцарский крест Венгерского ордена «За заслуги»
- 2008 — премия «Композитор года» кинофестиваля EU XXL Film Festival
- 2011 — номинация на премию Европейской киноакадемии за лучшую музыку (за фильм Туринская лошадь)
- 2013 — премия кинофестиваля в Адане[англ.] за лучшую музыку к фильму (за фильм Долгая дорога домой)